# Йоаникий III Константинополски
Йоаникий III Константинополски (на гръцки: Ιωαννίκιος Γ΄) е епископ на Константинополската и Печката патриаршия. Той е печки патриарх (1739 – 1746), халкидонски митрополит (1747 – 1761) и патриарх на Константинопол (1761 – 1763).

## Биография
Роден е със светското име Йоан Караджа или Йоанис Карадзас (Ιωάννης Καρατζάς) около 1700 година във фанариотското семейство Караджа. Служи като втори патриаршески дякон и велик протосинкел на Вселенската патриаршия при патриарх Паисий II Константинополски (първа патриаршия 1726-1732). След това той служи като ръководител на общността „Благовещение Богородично“ в Егрикапъ в Цариград.
На 11 април 1739 година, след сключването на Белградския мир, османският султан Махмуд I сваля печкия патриарх Арсений IV Йованович, избягал в Австро-Унгария, определя Йоаникий за печки патриарх и му изпраща съответния берат. През май 1739 година Йоаникий отива в Константинопол и след избирането му от Светия синод е ръкоположен за архиепископ на Печ.
В началото на 1746 година подава оставка и става проедър на Нишката митрополия, като бератът е издаден на 18 март 1747 година. През септември 1747 година е избран за проедър на Халкидонската митрополия.
На 26 март 1761 година Светият синод на Константинополската патриаршия го избира за вселенски патриарх. Йоаникий, за разлика от своя предшественик на вселенския трон Серафим, се отнася хладно и неблагосклонно към просвещенската дейност на Евгений Вулгарис, който е принуден да емигрира.
На 21 май 1763 година, след възкачването на Екатерина Велика на власт в Русия, е принуден да подаде оставка и е заточен на Света гора. Преди октомври 1764 година той се завръща в Цариград.
Умира на 20 септември 1793 година в Халкинския манастир „Свети Георги“ и е погребан в манастирската църква.